# (38423) 1999 RS226
1999 أر أس 226 (ويعرف أيضًا باسم (38423) 1999 أر أس 226 وفق تسمية الكوكب الصغير) (بالإنجليزية: 1999 RS226)‏ هو كويكب ضمن حزام الكويكبات؛ وترتيبه 38423 من حيث الاكتشاف.
اكتُشف هذا الجُرم الفلكي بواسطة ماسح السماء كاتالينا في 5 سبتمبر 1999.

## وصلات خارجية
- (38423) 1999 RS226 في قاعدة بيانات مختبر الدفع النفاث لأجرام النظام الشمسي الصغيرة

- الاكتشاف · مخطط المدار ·  العناصر المدارية · المعلمات المادية

- (38423) 1999 RS226 على موقع ويكي سكاي: DSS2, SDSS, GALEX, IRAS, Hydrogen α, X-Ray, Astrophoto, Sky Map, Articles and images